# Krobotek

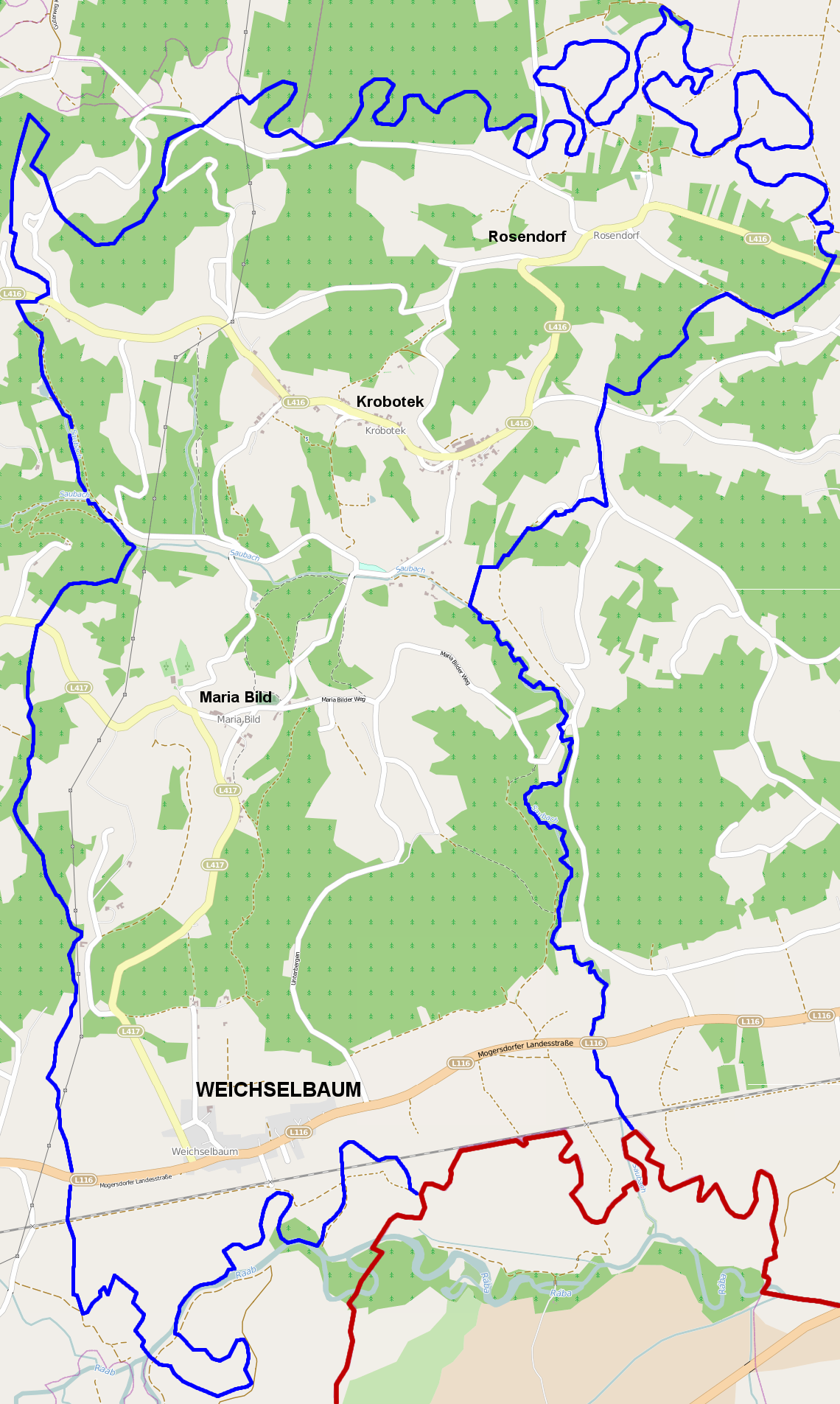
Die Katastralgemeinde Maria Bild ist der mittlere Teil der Großgemeinde Weichselbaum

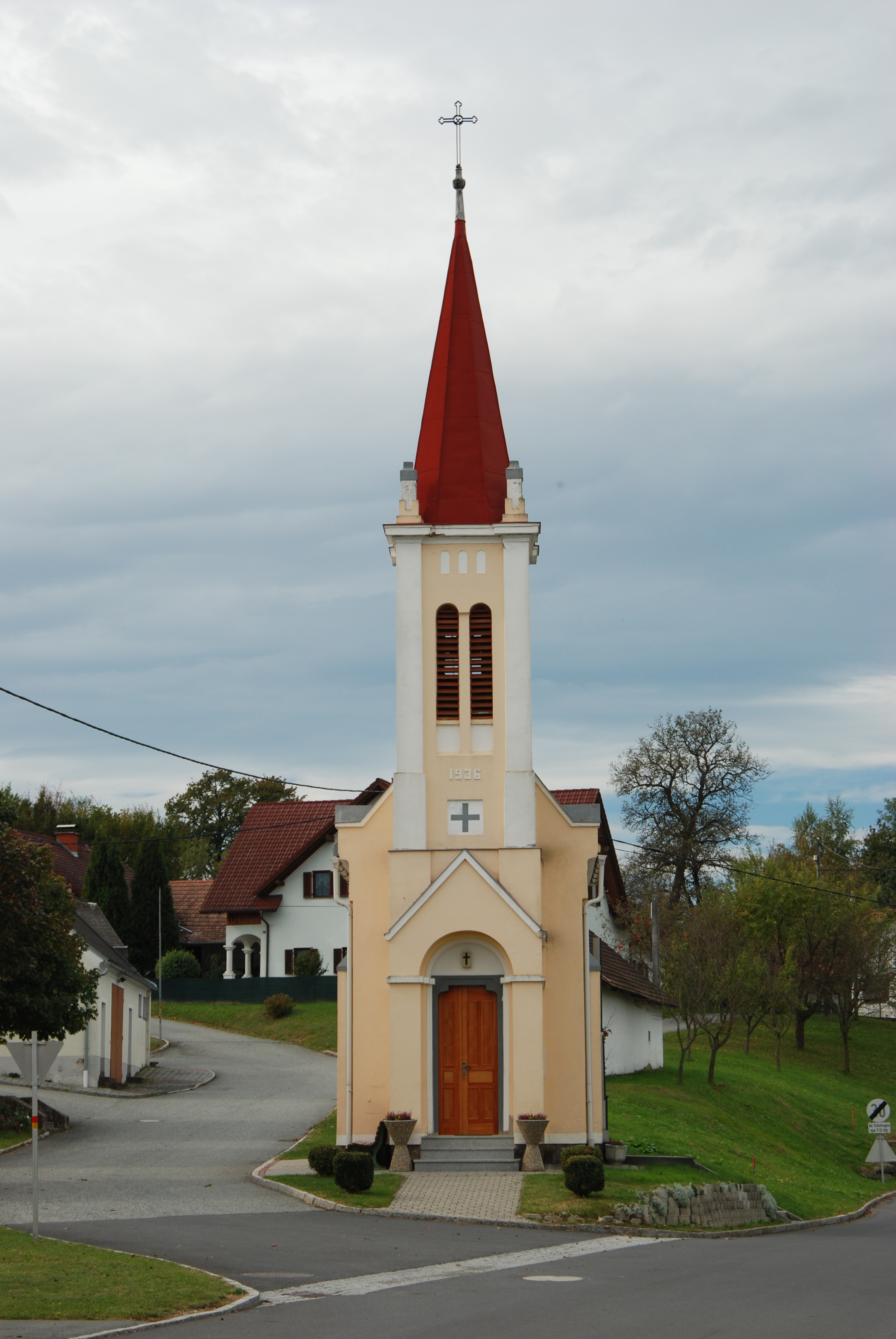
Die Kapelle in Krobotek

Krobotek (ungarisch Horvatfalu, kroatisch Hrvatski Kut) ist ein Ort im Bezirk Jennersdorf im südlichen Burgenland in Österreich und eine von drei Katastralgemeinden der Großgemeinde Weichselbaum. Die Größe der Streusiedlung beträgt 340,56 Hektar. Die Ortschaft hat 304 Einwohner (Stand 1. Jänner 2024).

## Geografie
Krobotek liegt auf einer Höhe von 330 m ü. A. und ist der nordöstliche Teil der Großgemeinde Weichselbaum. Im Westen grenzt Krobotek an Henndorf im Burgenland, im Südwesten an Rax, im Norden an Königsdorf und Rosendorf, im Osten an Wallendorf, im Südosten an Mogersdorf sowie im Süden an Maria Bild.
Der Ort wird vom Saubach durchflossen, der hier entspringt und im (ungarischen) Grenzort Alsószölnök (deutsch: Unterzemming) in die Raab mündet.
Krobotek ist Teil des Naturparks Raab-Őrség-Goričko.

## Geschichte
Aufgrund der im benachbarten Rax gefundenen Römergräber ist anzunehmen, dass auch Krobotek bereits zur Zeit der Römer besiedelt war. Auch die Gründung des Ortes verliert sich in grauer Vorzeit.
Nach Anordnung der Regierung in Budapest musste ab 1898 aufgrund der Magyarisierungspolitik der ungarische Ortsname Horvatfalu (falu = Dorf) verwendet werden.
Bis 1921 gehörte Krobotek wie das gesamte Burgenland zu Deutsch-Westungarn. Nach Ende des Ersten Weltkriegs wurde die Gemeinde aufgrund der Verträge von St. Germain und Trianon 1919 Österreich zugesprochen. Dadurch gingen viele Arbeitsplätze im nahegelegenen St. Gotthard verloren, wodurch zahlreiche Menschen ab- oder auswanderten. Dies führte zu einer Verarmung des nunmehrigen Grenzgebietes.
Nach einer Verordnung der Burgenländischen Landesregierung vom 16. Juli 1929 wurde der Name in Krobotek geändert.
Als Folge des „Anschlusses“ an das Deutsche Reich erfolgte 1938 die Auflösung des Burgenlandes. Krobotek gehörte bis 1945 zum Kreis Feldbach im Gau Steiermark.
Der Zweite Weltkrieg forderte zahlreiche Opfer; darunter auch acht Mitglieder der Freiwilligen Feuerwehr. 14 Häuser gingen in Flammen auf.
Nach Ende des Zweiten Weltkriegs bis Ende 1970 war Krobotek wieder eine eigenständige Gemeinde. Mit 1. Jänner 1971 erfolgte im Zuge des Gemeindestrukturverbesserungsgesetzes gemeinsam mit der vordem ebenfalls autonomen Gemeinde Rosendorf die Zusammenlegung zur Großgemeinde Weichselbaum.
Für den Musikverein Krobotek wurde 1985 ein Musikerheim errichtet. 1991 wurde ein zweiter Verbindungsweg zwischen Maria Bild und Krobotek hergestellt. In der Folge wurde die Ortsdurchfahrt neu gestaltet. 1993 wurde ein Kinderspielplatz errichtet. 1994 erfolgte die Fertigstellungen der Wohnungen im neuen Feuerwehrhaus. Weiters wurden in diesem Jahr die Wassergenossenschaften Krobotek I und II an den Wasserverband Unteres Raabtal angeschlossen. In den Folgejahren wurde die Ortkanalisation begonnen und abgeschlossen. Ab 2001 wurde die Ortsdurchfahrt begonnen und abgeschlossen.

## Politik
Bürgermeister der autonomen Gemeinde Krobotek waren:
- Rudolf Wind (von 1922 bis 1927)
- Josef Kloiber (von 1927 bis 1931)
- Franz Hafner (von 1931 bis 1934)
- August Ehritz (von 1934 bis 1936)
- Johann Deutsch (von 1936 bis 1938)
- August Ehritz (als Verwalter von 1938 bis 1945)
- Josef Kloiber (von 1945 bis 2. Dezember 1954)
- Johann Weber (von 2. Dezember 1954 bis 17. November 1967)
- Alois Mirth (von 17. November 1967 bis 31. Dezember 1970)

Bürgermeister Willibald Herbst, der seit 14. Oktober 1997 der Großgemeinde Weichselbaum vorsteht, kommt ebenfalls aus dem Ortsteil Krobotek.

## Verkehr
Der Ort wird von der Rosendorfer Landesstraße (L416) durchzogen, die in Mitter-Henndorf von der Güssinger Straße (B57) abzweigt und über Rosendorf und Wallendorf zur Mogersdorfer Landesstraße (L116) führt.
Mit öffentlichen Verkehrsmitteln ist Krobotek durch die Postbuslinie 1872 (Jennersdorf – Henndorf im Burgenland – Heiligenkreuz im Lafnitztal) erreichbar. Allerdings verkehren im Fahrplan 2014 lediglich drei Kurse auf dieser Strecke und diese nur an Schultagen von Montag bis Freitag.

## Sehenswürdigkeiten
- Ortskapelle – Die 1933 erbaute Dorfkapelle steht unter Denkmalschutz (Listeneintrag). Sie ist dem Heiligen Herzen Jesu geweiht.[13]

## Vereine
- Musikverein Krobotek – Der Verein wird seit 2002 von Mario Deutsch als Obmann geführt und ist vor allem durch seine Jugendarbeit bekannt. Kapellmeister ist seit September 2003 René Forjan. Ihm gehören mit Stichtag 1. November 2014 neben dem Stabführer und fünf Maketenderinnen insgesamt 38 Musikanten an. Obwohl der Verein erst 1972 offiziell gegründet wurde, lassen sich seine Wurzeln bis in die Zeit vor dem Zweiten Weltkrieg rückverfolgen. Eduard Gerger gründete damals eine Kapelle, die vor allem bei Tanzveranstaltungen auftrat. Kapellmeister Johann Bartolovits und dessen Stellvertreter Josef Zack bildeten zahlreiche Jungmusiker aus, wodurch der Musikverein ins Leben gerufen wurde. Johann Bartolovits war mehr als 40 Jahre für die musikalische Leitung des Musikvereins verantwortlich, ehe er im September 2003 in den Ruhestand trat. Der Musikverein erlangte zahlreiche Erfolge bei Konzert- und Marschmusikbewertungen sowie für die Darbietung böhmisch-mährischer Blasmusik. Seine Auftritte gehen weit über die Gemeinde- und Bezirksgrenzen hinaus.[14] Zur Tradition des Musikvereins gehört auch das Weihnachtskonzert in der Wallfahrtskirche Maria Bild.[15]
- Freiwillige Feuerwehr Krobetek – Die Wehr wurde 1890 gegründet und ist damit die älteste in der Großgemeinde Weichselbaum. Zu Beginn war der Mannschaftsstand 18 Personen und erster Kommandant war Franz Wailand. Aus eigenen Mitteln schafften sie sich eine Kübelspritze und Uniformen an. 1911 erhielt die Wehr eine Handdruckspritze. 1913 wurde das Feuerwehrhaus errichtet. Diese behielt seine Funktion nach mehreren Adaptionen bis 1995. Bemerkenswert war, dass die Wehr 1926, also stark verspätet, ihr 30-jähriges Bestandsjubiläum feierte. Der Mannschaftsstand war mittlerweile auf 32 Personen angewachsen. Während des Zweiten Weltkriegs kam das Feuerwehrwesen nahezu zum Erliegen, da viele Mitglieder einrücken mussten. So bestand die Mannschaft 1946 aus gerade einmal neun Männern. Nach 68-jähriger Zugehörigkeit verstarb am 30. März 1958 mit Michael Fiedler das letzte Gründungsmitglied der Wehr. 1961 wurde eine Motorspritze beschafft. 1965 wurde zum 50-jährigen Jubiläum aus Mitteln der Wehr und der Gemeinde unter Bürgermeister Johann Weber das erste motorisierte Einsatzfahrzeug beschafft. 1971 kam es vermutlich durch Brandstiftung zu drei Bränden im Ort; diese konnte aber nie bewiesen werden. Diese Brände führten aber dazu, dass 1974 eine Sirene am Feuerwehrhaus errichtet wurde. Am 8. Juli 1984 wurde ein neues Kleinlöschfahrzeug in Dienst gestellt und 1988  eine neue Motorspritze angekauft. Am 22. Juni 1990 feierte die Wehr im Rahmen eines Zeltfestes ihren 100-jährigen Bestand. Im April 1992 wurde unter Kommandant Oswald Supper und unter Mithilfe der Feuerwehrkameraden mit dem Bau des neuen Feuerwehrhauses begonnen, das 1995 fertiggestellt war.[10] Im neuen Feuerwehrhaus befinden sich weiters drei Wohnungen.[8] Seit 1. Jänner 2009 steht die Wehr unter dem Kommando von Josef Körbler. Der Mannschaftsstand beträgt per 1. November 2014 insgesamt 20 Aktive und drei Reservisten.[10]

## Wirtschaft
In Krobotek befindet sich mit der 2007 gegründeten Rum-Erzeugungs GmbH der einzige Betrieb in Österreich, der Rohrum erzeugt. Der Betrieb, der täglich 8.000 bis 10.000 Liter Rohrum produziert, ist Lieferant für die rund 30 österreichischen Rum-Hersteller. Ausgangsprodukt für den Rohrum ist aus Pakistan importierte Melasse aus Zuckerrohr.
Am 18. Jänner 2012 kam es in dem Betrieb wegen eines Kurzschlusses in der elektrischen Anlage zu einem Großbrand, der von zwölf Feuerwehren mit rund 160 Einsatzkräften bekämpft wurde. Dabei wurde eine Lagerhalle zerstört und 200.000 Liter Rum vernichtet. Die Schadenshöhe betrug rund 700.000 Euro. Da die Produktion nicht betroffen war, konnte weiter gearbeitet werden.,